# The Cambodia Daily
The Cambodia Daily est un quotidien en anglais et en khmer du Cambodge. Il fut lancé en 1993 par un journaliste américain du nom de Bernard Krisher. B. Krisher engagea deux jeunes journalistes, Barton Biggs et Robin McDowell, comme premiers éditeurs de son journal. The Cambodia Daily est imprimé à Phnom Penh sur format A4 et paraît du lundi au samedi, relayé le dimanche par un journal du weekend entièrement en couleur. Les éditions du lundi au vendredi sont imprimées en noir et blanc. Des collaborateurs cambodgiens et étrangers assurent la couverture de l'actualité locale et nationale.
The Cambodian Daily comprend une particularité : la plupart de ses articles concernant le Cambodge sont publiés en khmer sous la forme d'un supplément de huit pages qui a une large audience. Une édition internationale hebdomadaire peut être obtenue par abonnement annuel de 200 $, comprenant toutes les nouvelles de la semaine précédente.
En septembre 2017, le Cambodia Daily a été obligé d'arrêter sa version papier pour non paiement d'une taxe élevée, d'un montant de 6.3 millions de dollars.
Il existe un autre quotidien en anglais, le Phnom Penh Post.